# Silene argillosa
Silene argillosa är en nejlikväxtart som beskrevs av Giles Munby. Silene argillosa ingår i släktet glimmar, och familjen nejlikväxter. Inga underarter finns listade i Catalogue of Life.